# سیارک ۲۱۸۸۸
سیارک ۲۱۸۸۸ (به انگلیسی: 21888 Durech، نامگذاری:1999UL44) بیست و یک هزار و هشتصد و هشتاد و هشتمین سیارک کشف شده‌است که در ۲۹ اکتبر ۱۹۹۹ کشف شد.
قدر مطلق سیارک برابر ۳۳.۸ است.